# Dušan Dragosavac
Dušan Dragosavac (Vrebac, 1º dicembre 1919 – Zagabria, 21 dicembre 2014) è stato un politico jugoslavo di etnia serbo-croata, presidente della Lega dei Comunisti di Jugoslavia dal 20 ottobre 1981 al 20 giugno 1982.

## Biografia
Nato nel villaggio di Vrebac vicino a Gospić, Dragosavac si laureò all'Università di Zagabria nella facoltà di legge. Aderì alla Lega della Gioventù Comunista di Jugoslavia (SKOJ) nel 1941 e alla Lega dei Comunisti di Jugoslavia nel 1942. Durante la Seconda guerra mondiale combatté nelle file dell'Esercito Popolare di Liberazione della Jugoslavia. Dopo la guerra passò tutta la sua vita e la sua carriera in politica e sin dagli anni' 50 tenne posti di alto livello nella Lega dei Comunisti di Croazia (SKH), la branca croata della SKJ. È morto il 21 dicembre 2014 all'età di 95 anni.